# First Kill
First Kill är en nederländsk dokumentärfilm från 2001 av Coco Schrijber.
Filmen handlar i huvudsak om Vietnamkriget och psykets roll i krig. Man försöker ta reda på vad som händer med krigsveteraner samt varför människan dödar.

## Om filmen
Filmen är inspelad i USA och Vietnam och hade premiär vid Internationella dokumentärfilmsfestivalen i Amsterdam den 23 december 2001.

## Medverkande
- Eddie Adams
- Michael Herr

### Webbkällor
- First Kill på Internet Movie Database (engelska)